# Baeometra uniflora
Baeometra uniflora är en växt i tidlösefamiljen från södra Afrika och den enda arten i sitt släkte. Den kallas vanligen för skalbaggslilja (beetle lily).
Växten är ganska liten, med gröna blad som successivt omsluter varandra, blommorna är gula med mörkare fält och oftast två-tre trots det vetenskapliga artepitetet som betyder enblommig. Växten är i Sydafrika känd för att kunna orsaka boskapsförgiftningar på grund av sitt innehåll av kolchicin. I Australien har den blivit ett invasivt ogräs efter att ha importerats som trädgårdsväxt.